# 昭阿努
昭阿努（1767年—1828年），一譯阿努旺、阿努翁，又名赛亚·赛塔提拉五世（寮語： Xaiya Setthathirath V），是老挝历史上万象王國的最後一任國王，1805年－1828年在位。越南史料作阿弩。
昭阿努是万象国王翁本的儿子。那个时代里，老挝弱小，是缅甸、暹罗争夺的对象。缅甸和暹罗在老挝爆发多次军事冲突。昭阿努父亲翁本的外交政策游走于缅甸和暹罗之间，这激怒了暹罗国王达信。1778年，达信派将军通銮（即后来的拉玛一世）攻破万象，驱逐了国王翁本。为防止翁本的复辟，通銮将南塔森、因塔翁、昭阿努三兄弟掳至曼谷作为人质。三兄弟在曼谷宫廷里接受了良好的教育。
1778年，通銮登上暹罗王位后，任命南塔森为万象王国国王。但两年后南塔森叛乱被擒。1795年2月2日，因塔翁继位。7月23日，昭阿努被任命为副王。1805年2月7日，因塔翁逝世，昭阿努继位。1818年，昭阿努仿造暹罗的金山寺，在万象建造沙格庙。
昭阿努繼位之初，承认暹罗对万象王国的宗主权，協同暹羅攻打緬甸。1819年，昭阿努平定了占巴塞王国反对暹罗的叛乱。当时占巴塞王国王位空缺，暹罗国王拉玛三世便任命昭阿努的儿子昭约为新的占巴塞国王。
1826年，缅甸在第一次英缅战争中战败，德林达依地区被英国占领。同年的《缅甸条约》削弱了暹罗的势力。昭阿努决定发动叛乱，争取老挝从暹罗和缅甸的控制下独立。昭阿努试图用计谋夺取暹罗下属的呵叻，但呵叻总督夫人陶素拉那里率民兵不断攻击，迫其撤退。此后昭阿努的军队在北标府遭到暹罗军队的袭击，只得撤退。1827年，披耶·拉乍索巴瓦迪（后来的昭披耶·博丁德差）率暹罗军队攻破了万象，洗劫并夷平了该城。
昭阿努战败后向越南阮朝求救，阮朝的明命帝派遣潘文璻为经略边务大臣前去救援，黎德禄、阮公捷也率兵从乂安府出发，经镇宁府前去救援。但事实上越南希望借此机会吞并老挝，黎德禄、阮公捷在进军途中描绘了沿途各地的地图，送回京城顺化。昭阿努在越南军队的保护下逃到乂安，重整兵马。1828年，昭阿努决定复国，明命帝再遣潘文璻为经略大臣、阮文春为副大臣、阮科豪为参赞，率兵3000人、战象24只，经川壙王國（镇宁）攻打万象。昭阿努再次战败，遣使赴乂安求救。但这次明命帝拒绝了其请求，拉玛三世命人将昭阿努关在一个铁笼子里送往曼谷处死，但途中昭阿努死去。拉玛三世命人斩下其首级，在曼谷示众。
昭阿努死后，暹罗与越南为了争夺老挝的宗主权而爆发了战争。
昭阿努獨裁統治與武力征伐方式，頗受爭議。但因為爭取獨立的事迹，近現代寮國多視昭阿努為民族英雄，而且这也使他成为了万象王国最有名的国王。

## 脚注
1. ↑  即佛历2310年—佛历2371年
2. ↑  即佛历2348年—2371年
3. ↑  《越南史略》中译本，337~338页

| 昭阿努 萬象王國 | 昭阿努 萬象王國            | 昭阿努 萬象王國 |
| --------------- | -------------------------- | --------------- |
| 前任： 因塔翁   | 萬象王國國王 1805年—1828年 | 繼任： —        |